# 남면 (태안군)
남면(南面)은 대한민국 충청남도 태안군의 면이다.

## 행정 구역
- 진산리
- 몽산리
- 달산리
- 당암리
- 거아도리
- 신온리
- 신장리
- 원청리
- 양잠리

## 학교
- 남면초등학교 (달산리)
- 삼성초등학교 (신온리)
- 남면초등학교 거아도분교 (폐교) - 남면 거아도리 38
- 남면초등학교 삼섬분교 (폐교) - 남면 거아도리 산 9-1
- 남진초등학교 (폐교) - 남면 안면대로 571-12 (진산리)
- 서남중학교 (폐교) - 남면 안면대로 998-13 (달산리)